# Coupe de France de football 1949-1950
Navigation
Coupe de France 1948-1949 Coupe de France 1950-1951
La Coupe de France de football 1949-1950 a été remportée par le Stade de Reims.

## Résultats

### Cinquième tour
Seuls sont indiqués dans cet article les résultats des clubs professionnels au 5e tour.
| Division        | Club                     | Score      | Club                   | Division        |
| --------------- | ------------------------ | ---------- | ---------------------- | --------------- |
| Division 2 (D2) | RCFC Besançon            | 6 - 0      | SA Épinal              | CFA (D3)        |
| Division 2 (D2) | Olympique alésien        | 2 - 0      | Stade Riom-ès-Montagne | CFA (D3)        |
| CFA (D3)        | Stade raphaëlois         | 0 - 1      | SC Toulon              | Division 2 (D2) |
| Division 2 (D2) | AS Troyes-Savinienne     | 1 - 0      | FC Mulhouse            | CFA (D3)        |
| Division 2 (D2) | AS Béziers               | 2 - 1      | Hyères FC              | CFA (D3)        |
| CFA (D3)        | ASF Le Perreux-sur-Marne | 3 - 0      | Angers SCO             | Division 2 (D2) |
| CFA (D3)        | AS Angoulême             | 0 - 4      | CA Paris               | Division 2 (D2) |
| Division 2 (D2) | Nîmes Olympique          | 4 - 1      | SO Millau              | DH (D4)         |
| Division 2 (D2) | Le Havre AC              | 3 - 0      | CA Vitry               | DH (D4)         |
| DH (D4)         | AS Brignoles             | 0 - 3      | AS Cannes-Grasse       | Division 2 (D2) |
| DH (D4)         | ASJ Châteaudun           | 1 - 3 a.p. | FC Rouen               | Division 2 (D2) |
| DH (D4)         | US Aiguesmortes          | 0 - 0 a.p. | GSC Marseille          | Division 2 (D2) |
| DH (D4)         | Aubenas                  | 0 - 7      | Lyon OU                | Division 2 (D2) |
| DH (D4)         | EA Guingamp              | 3 - 2      | US Le Mans             | Division 2 (D2) |
| Division 2 (D2) | AS Monaco FC             | 5 - 2      | RO Menton              | DH (D4)         |
| Division 2 (D2) | FC Nantes                | 2 - 1      | LB Châteauroux         | DH (D4)         |
| Division 2 (D2) | Amiens AC                | 4 - 1      | Stade de l'Est         | PH (D5)         |
| Division 2 (D2) | US Valenciennes-Anzin    | 10 - 0     | Saint-Amand            |                 |
| Match rejoué    |                          |            |                        |                 |
| Division 2 (D2) | GSC Marseille            | 10 - 0     | US Aiguesmortes        | DH (D4)         |

### Trente-deuxièmes de finale
| Division        | Club                     | Score | Club                   | Division        |
| --------------- | ------------------------ | ----- | ---------------------- | --------------- |
| Division 2 (D2) | AS Béziers               | 2 - 1 | GSC Marseille          | Division 2 (D2) |
| Division 2 (D2) | RCFC Besançon            | 5 - 1 | ASC Paris Sud-Est      | PH (D5)         |
| Division 2 (D2) | CA Paris                 | 2 - 0 | CO Roubaix-Tourcoing   | Division 1 (D1) |
| Division 1 (D1) | RC Paris                 | 2 - 0 | Olympique alésien      | Division 2 (D2) |
| Division 1 (D1) | Stade français-Red Star  | 2 - 0 | Stade quimpérois       | CFA (D3)        |
| Division 1 (D1) | Stade de Reims           | 2 - 1 | FC Nancy               | Division 1 (D1) |
| Division 1 (D1) | Stade rennais UC         | 9 - 1 | SO Pont-de-Cheruy      | DH (D4)         |
| CFA (D3)        | US Revel                 | 3 - 2 | US Quevilly            | DH (D4)         |
| Division 2 (D2) | FC Rouen                 | 2 - 0 | FC Strasbourg 06       | DH (D4)         |
| DH (D4)         | US Saint-Gaudens         | 2 - 1 | SO Bruay-en-Artois     | CFA (D3)        |
| DH (D4)         | UA Sedan-Torcy           | 4 - 1 | OGC Nice               | Division 1 (D1) |
| Division 1 (D1) | FC Sète                  | 5 - 3 | RC Arras               | PH (D5)         |
| Division 1 (D1) | FC Sochaux-Montbéliard   | 5 - 1 | EA Guingamp            | DH (D4)         |
| Division 1 (D1) | RC Strasbourg            | 3 - 0 | Limoges FC             | DH (D4)         |
| Division 2 (D2) | AS Troyes-Savinienne     | 1 - 0 | US Viesly              | DH (D4)         |
| Division 2 (D2) | Nîmes Olympique          | 2 - 1 | Toulouse FC            | Division 1 (D1) |
| CFA (D3)        | AS Orléans               | 1 - 0 | CA Le Puy-en-Velay     | CFA (D3)        |
| Division 2 (D2) | FC Nantes                | 2 - 0 | ASP Belfort            | CFA (D3)        |
| Division 1 (D1) | FC Girondins de Bordeaux | 7 - 0 | FC Gueugnon            | CFA (D3)        |
| PH (D5)         | SC Bastidienne           | 3 - 2 | RC Lens                | Division 1 (D1) |
| CFA (D3)        | ES Bully-les-Mines       | 1 - 0 | SC Draguignan          | DH (D4)         |
| CFA (D3)        | SM Caen                  | 3 - 2 | AS Roanne              | CFA (D3)        |
| Division 2 (D2) | AS Cannes-Grasse         | 1 - 0 | Amiens AC              | Division 2 (D2) |
| Division 2 (D2) | Le Havre AC              | 2 - 0 | SC Toulon              | Division 2 (D2) |
| CFA (D3)        | ASF Le Perreux-sur-Marne | 3 - 2 | FC Lorient             | CFA (D3)        |
| Division 1 (D1) | Lille OSC                | 3 - 1 | AS Saint-Étienne       | Division 1 (D1) |
| Division 1 (D1) | FC Metz                  | 3 - 1 | Lyon OU                | Division 2 (D2) |
| CFA (D3)        | US Nœux-les-Mines        | 3 - 0 | CSJB Angers            | DH (D4)         |
| Division 2 (D2) | AS Monaco FC             | 2 - 1 | Olympique de Marseille | Division 1 (D1) |
| Division 1 (D1) | SO Montpellier           | 2 - 0 | FC Dieppe              | DH (D4)         |
| CFA (D3)        | CA Montreuil             | 2 - 1 | US Valenciennes-Anzin  | Division 2 (D2) |
| CFA (D3)        | RC Vichy                 | 4 - 1 | SPN Vernon             | CFA (D3)        |

### Seizièmes de finale
| Division        | Club                     | Score      | Club                     | Division        |
| --------------- | ------------------------ | ---------- | ------------------------ | --------------- |
| Division 2 (D2) | Le Havre AC              | 3 - 0      | ES Bully-les-Mines       | CFA (D3)        |
| Division 2 (D2) | AS Béziers               | 3 - 1      | ASF Le Perreux-sur-Marne | CFA (D3)        |
| Division 2 (D2) | AS Cannes-Grasse         | 1 - 0      | Stade français-Red Star  | Division 1 (D1) |
| Division 2 (D2) | AS Monaco FC             | 5 - 0      | FC Metz                  | Division 1 (D1) |
| Division 2 (D2) | AS Troyes-Savinienne     | 4 - 2      | US Revel                 | CFA (D3)        |
| DH (D4)         | UA Sedan-Torcy           | 1 - 0      | AS Orléans               | CFA (D3)        |
| Division 1 (D1) | FC Sochaux-Montbéliard   | 3 - 0      | SC Bastidienne           | PH (D5)         |
| Division 1 (D1) | FC Girondins de Bordeaux | 5 - 0      | CA Paris                 | Division 2 (D2) |
| CFA (D3)        | CA Montreuil             | 1 - 0      | RC Vichy                 | CFA (D3)        |
| Division 1 (D1) | Lille OSC                | 9 - 0      | US Nœux-les-Mines        | CFA (D3)        |
| Division 2 (D2) | Nîmes Olympique          | 3 - 1      | FC Rouen                 | Division 2 (D2) |
| Division 2 (D2) | RCFC Besançon            | 1 - 1 a.p. | SO Montpellier           | Division 1 (D1) |
| Division 1 (D1) | RC Paris                 | 2 - 0      | SM Caen                  | CFA (D3)        |
| Division 1 (D1) | Stade de Reims           | 7 - 0      | US Saint-Gaudens         | DH (D4)         |
| Division 1 (D1) | Stade rennais UC         | 3 - 1      | FC Nantes                | Division 2 (D2) |
| Division 1 (D1) | FC Sète                  | 3 - 2      | RC Strasbourg            | Division 1 (D1) |
| Match rejoué    |                          |            |                          |                 |
| Division 2 (D2) | RCFC Besançon            | 6 - 1      | SO Montpellier           | Division 1 (D1) |

### Huitièmes de finale
| Division        | Club                   | Score      | Club                     | Division        |
| --------------- | ---------------------- | ---------- | ------------------------ | --------------- |
| Division 2 (D2) | AS Troyes-Savinienne   | 2 - 1      | Stade rennais UC         | Division 1 (D1) |
| Division 1 (D1) | FC Sochaux-Montbéliard | 2 - 0      | Le Havre AC              | Division 2 (D2) |
| Division 1 (D1) | Lille OSC              | 6 - 0      | AS Béziers               | Division 2 (D2) |
| Division 2 (D2) | Nîmes Olympique        | 4 - 1      | FC Girondins de Bordeaux | Division 1 (D1) |
| Division 2 (D2) | RCFC Besançon          | 0 - 0 a.p. | AS Monaco FC             | Division 2 (D2) |
| Division 1 (D1) | RC Paris               | 5 - 2      | FC Sète                  | Division 1 (D1) |
| Division 1 (D1) | Stade de Reims         | 5 - 2      | AS Cannes-Grasse         | Division 2 (D2) |
| DH (D4)         | UA Sedan-Torcy         | 5 - 3      | CA Montreuil             | CFA (D3)        |
| Match rejoué    |                        |            |                          |                 |
| Division 2 (D2) | RCFC Besançon          | 4 - 2      | AS Monaco FC             | Division 2 (D2) |

### Quarts de finale
| Division        | Club                 | Score      | Club                   | Division        |
| --------------- | -------------------- | ---------- | ---------------------- | --------------- |
| Division 2 (D2) | AS Troyes-Savinienne | 1 - 1 a.p. | RCFC Besançon          | Division 2 (D2) |
| Division 2 (D2) | Nîmes Olympique      | 4 - 3 a.p. | FC Sochaux-Montbéliard | Division 1 (D1) |
| Division 1 (D1) | RC Paris             | 2 - 0      | Lille OSC              | Division 1 (D1) |
| Division 1 (D1) | Stade de Reims       | 2 - 0      | UA Sedan-Torcy         | DH (D4)         |
| Match rejoué    |                      |            |                        |                 |
| Division 2 (D2) | AS Troyes-Savinienne | 3 - 2 a.p. | RCFC Besançon          | Division 2 (D2) |

### Demi-finale
| Division        | Club           | Score | Club                 | Division        |
| --------------- | -------------- | ----- | -------------------- | --------------- |
| Division 1 (D1) | RC Paris       | 3 - 0 | Nîmes Olympique      | Division 2 (D2) |
| Division 1 (D1) | Stade de Reims | 6 - 2 | AS Troyes-Savinienne | Division 2 (D2) |

### Finale
| Division        | Club           | Score | Club     | Division        |
| --------------- | -------------- | ----- | -------- | --------------- |
| Division 1 (D1) | Stade de Reims | 2 - 0 | RC Paris | Division 1 (D1) |

## Synthèse

### Équipes par division et par tour
| Divisions / Manches | 1/32e de f. | 1/16e de f. | 1/8e de f. | 1/4 de f. | 1/2 f. | Finale | Vainqueur |
| ------------------- | ----------- | ----------- | ---------- | --------- | ------ | ------ | --------- |
| Division 1          | 18          | 11          | 7          | 4         | 2      | 2      | 1         |
| Division 2          | 16          | 10          | 7          | 3         | 2      | -      | -         |
| CFA                 | 16          | 8           | 1          | -         | -      | -      | -         |
| DH                  | 11          | 2           | 1          | 1         | -      | -      | -         |
| < DH                | 3           | 1           | -          | -         | -      | -      | -         |
| Total               | 64          | 32          | 16         | 8         | 4      | 2      | 1         |

### Parcours des clubs professionnels
| Clubs                    | Parcours précédent | Parcours en 1949-1950 |
| ------------------------ | ------------------ | --------------------- |
| FC Girondins de Bordeaux | 1/32 de finale     | 1/8 de finale         |
| Lille OSC                | Finaliste          | 1/4 de finale         |
| Stade de Reims           | 1/8 de finale      | Vainqueur             |
| Toulouse FC              | 1/32 de finale     | 1/32 de finale        |
| OGC Nice                 | 1/4 de finale      | 1/32 de finale        |
| FC Sochaux-Montbéliard   | 1/16 de finale     | 1/4 de finale         |
| RC Paris                 | Vainqueur          | Finaliste             |
| Olympique de Marseille   | 1/32 de finale     | 1/32 de finale        |
| Stade rennais UC         | 1/8 de finale      | 1/8 de finale         |
| CO Roubaix-Tourcoing     | 1/16 de finale     | 1/32 de finale        |
| AS Saint-Étienne         | 1/16 de finale     | 1/32 de finale        |
| FC Nancy                 | 1/32 de finale     | 1/32 de finale        |
| RC Strasbourg            | 1/32 de finale     | 1/16 de finale        |
| FC Sète                  | 1/4 de finale      | 1/8 de finale         |
| RC Lens                  | 1/32 de finale     | 1/32 de finale        |
| Stade français-Red Star  | 1/2 finales        | 1/16 de finale        |
| SO Montpellier           | 1/32 de finale     | 1/16 de finale        |
| FC Metz                  | 1/2 finales        | 1/16 de finale        |

| Clubs                 | Parcours précédent | Parcours en 1949-1950 |
| --------------------- | ------------------ | --------------------- |
| Nîmes Olympique       | 1/8 de finale      | 1/2 finales           |
| Le Havre AC           | 1/8 de finale      | 1/8 de finale         |
| AS Cannes             | 1/32 de finale     | 1/8 de finale         |
| AS Béziers            | 1/32 de finale     | 1/8 de finale         |
| FC Rouen              | 1/8 de finale      | 1/16 de finale        |
| US Valenciennes-Anzin | 1/8 de finale      | 1/32 de finale        |
| Lyon OU               | 1/32 de finale     | 1/32 de finale        |
| Olympique alésien     | 1/32 de finale     | 1/32 de finale        |
| Amiens AC             | 1/32 de finale     | 1/32 de finale        |
| SC Toulon             | 4e tour            | 1/32 de finale        |
| GSC Marseille         | -                  | 1/32 de finale        |
| US Le Mans            | 1/32 de finale     | 5e tour               |
| RCFC Besançon         | 5e tour            | 1/4 de finale         |
| AS Troyes-savinienne  | 1/8 de finale      | 1/2 finales           |
| Angers SCO            | 1/32 de finale     | 5e tour               |
| AS Monaco FC          | 4e tour            | 1/8 de finale         |
| FC Nantes             | 1/16 de finale     | 1/16 de finale        |
| CA Paris              | 1/32 de finale     | 1/16 de finale        |

### Clubs professionnels éliminés par des clubs amateurs
| Club professionnel         | Club amateur                   | Tour           |
| -------------------------- | ------------------------------ | -------------- |
| Angers SCO (D2)            | ASF Le Perreux-sur-Marne (CFA) | 5e tour        |
| US Le Mans (D2)            | EA Guingamp (DH)               | 5e tour        |
| OGC Nice (D1)              | UA Sedan-Torcy (DH)            | 1/32 de finale |
| RC Lens (D1)               | SC Bastidienne (PH)            | 1/32 de finale |
| US Valenciennes-Anzin (D2) | CA Montreuil (CFA)             | 1/32 de finale |
| RC Strasbourg (D1)         | UA Sedan-Torcy (DH)            | 1/16 de finale |